# Conus pulchellus
Conus pulchellus é uma espécie de gastrópode do gênero Conus, pertencente à família Conidae.